# Xavier Huetz de Lemps
Pour les articles homonymes, voir Huetz de Lemps.
 (août 2014).
Si vous disposez d'ouvrages ou d'articles de référence ou si vous connaissez des sites web de qualité traitant du thème abordé ici, merci de compléter l'article en donnant les références utiles à sa vérifiabilité et en les liant à la section « Notes et références ».
Xavier Huetz de Lemps est un historien français, spécialiste des Philippines au XIXe siècle.

## Biographie
Fils du géographe Alain Huetz de Lemps.
Il est agrégé d'histoire, il a soutenu sa thèse en 1994 sous la direction de Philippe Loupès à l'université de Bordeaux 3, sur Manille au XIXe siècle. Ancien membre de l'École des hautes études hispaniques (Casa de Velázquez) à Madrid en 1990-1992, puis maître de conférences en histoire contemporaine à l'université de Nice-Sophia Antipolis
Il a ensuite soutenu son habilitation à diriger des recherches en 2003, sous la direction de Gérard Chastagnaret à l'université de Provence, sur l'Espagne et les Philippines au XIXe siècle. Il fut directeur des études à la Casa de Velázquez à Madrid, de 2005 à janvier 2009. Il est professeur en histoire contemporaine à l'université de Nice-Sophia Antipolis

## Publications
(liste non exhaustive)
- 2001  -   Provincial-Level Corruption in the Second Half of the Nineteenth Century  in Florentino Rodao et Felice Noelle Rodrigue (réd.),  The Philippine Revolution of 1896 Ordinary Lives in Extraordinary Times, Quezon City, Ateneo de Manila University Press, 316 p.
- 2006  -   L'archipel des épices. La corruption de l'administration espagnole aux Philippines (fin XVIIIe - fin XIXe siècle), Madrid, Casa de Velázquez, 2006.422.p.
- 2008  -   Les racines coloniales de la corruption aux Philippines (XVIe-milieu du XXe siècle)  avec Olivier Sevin, in l'Asie-Pacifique des crises et violences, Paris, Presses de l'Université Paris-Sorbonne, p. 249–262.
- 2009   -   La forja de la vida política en Filipinas. Una escuela colonial de disimulación, in María Dolores Elizalde-Grueso,  La construcción de Filipinas: Política, Identidad, Religión, Barcelone, éd. Belleterra, p. 123–143.